# Гельмут Ноєрбург
Гельмут Ноєрбург (нім. Hellmut Neuerburg; 25 серпня 1917, Страсбург — 11 лютого 1945, Атлантичний океан) — німецький офіцер-підводник, капітан-лейтенант крігсмаріне.

## Біографія
3 квітня 1936 року вступив на флот. В жовтні 1938 року відряджений в морську авіацію. В квітні-вересні 1943 року пройшов курс підводника, в жовтні-грудні — курс командира підводного човна. З 26 січня 1944 року — командир підводного човна U-869. 8 грудня вийшов у свій перший і останній похід. 11 лютого 1945 року U-869 був потоплений поблизу східного узбережжя США неподалік від Нью-Джерсі американськими есмінцями «Говард Кроу» і «Койнер». Всі 56 членів екіпажу загинули.

## Звання
- Кандидат в офіцери (3 квітня 1936)
- Морський кадет (10 вересня 1936)
- Фенріх-цур-зее (1 травня 1937)
- Оберфенріх-цур-зее (1 липня 1938)
- Лейтенант-цур-зее (1 жовтня 1938)
- Оберлейтенант-цур-зее (1 жовтня 1940)
- Капітан-лейтенант (1 липня 1943)